# Siminshahr
Sīmīnshahr (farsi سیمین‌شهر) è una città dello shahrestān di Torkaman, circoscrizione di Gomishan, nella provincia del Golestan. Aveva, nel 2006, una popolazione di 13.545 abitanti. 